# Língua chakosi
Chakosi, também conhecida por seu autômnimo Anufo, é uma língua Tano Central falado no nordeste Gana, norte de Togo e noroeste Benim por aproximadamente 180 mil.
Chakosi é um membro do ramo cuás da família linguística Níger-Congo. 

## Falantes
Em 2013, havia cerca de 91.300 falantes na Região Norte de Gana. Existiam também cerca de 72.100 falantes de Chakosi na Prefeitura de Oti da Região de Savanas, no Togo, e cerca de 13.800 falantes no Departamento de Atacorá, em Benim.

## Nomes
Chakosi também é conhecido como Chakosi, Chokosi, Kyokosi, Tchokossi ou Tiokossi. O nome nativo do idioma é Anufo.

## Escrita
A língua Chakose usa uma forma do alfabeto latino sem as letras Q e X, mas usa formas como Gb, Kp, Ny, Ɛ, Ŋ, Ŋm, Ɔ